# 巴克斯特鎮區 (明尼蘇達州拉基帕爾縣)
巴克斯特鎮區（英語：Baxter Township）是位於美國明尼蘇達州拉基帕爾縣的一個行政鎮區。

## 歷史
巴克斯特鎮區於1871年設立，得名自早期定居者海勒姆·A·巴克斯特（Hiram A. Baxter）。

## 地方資料
巴克斯特鎮區的面積為93.14平方千米，當中陸地面積為92.95平方千米，而水域面積為0.19平方千米。根據2020年美國人口普查的數據，當地共有人口180人，而人口密度為每平方千米1.93人。